# Tayrona-Nationalpark

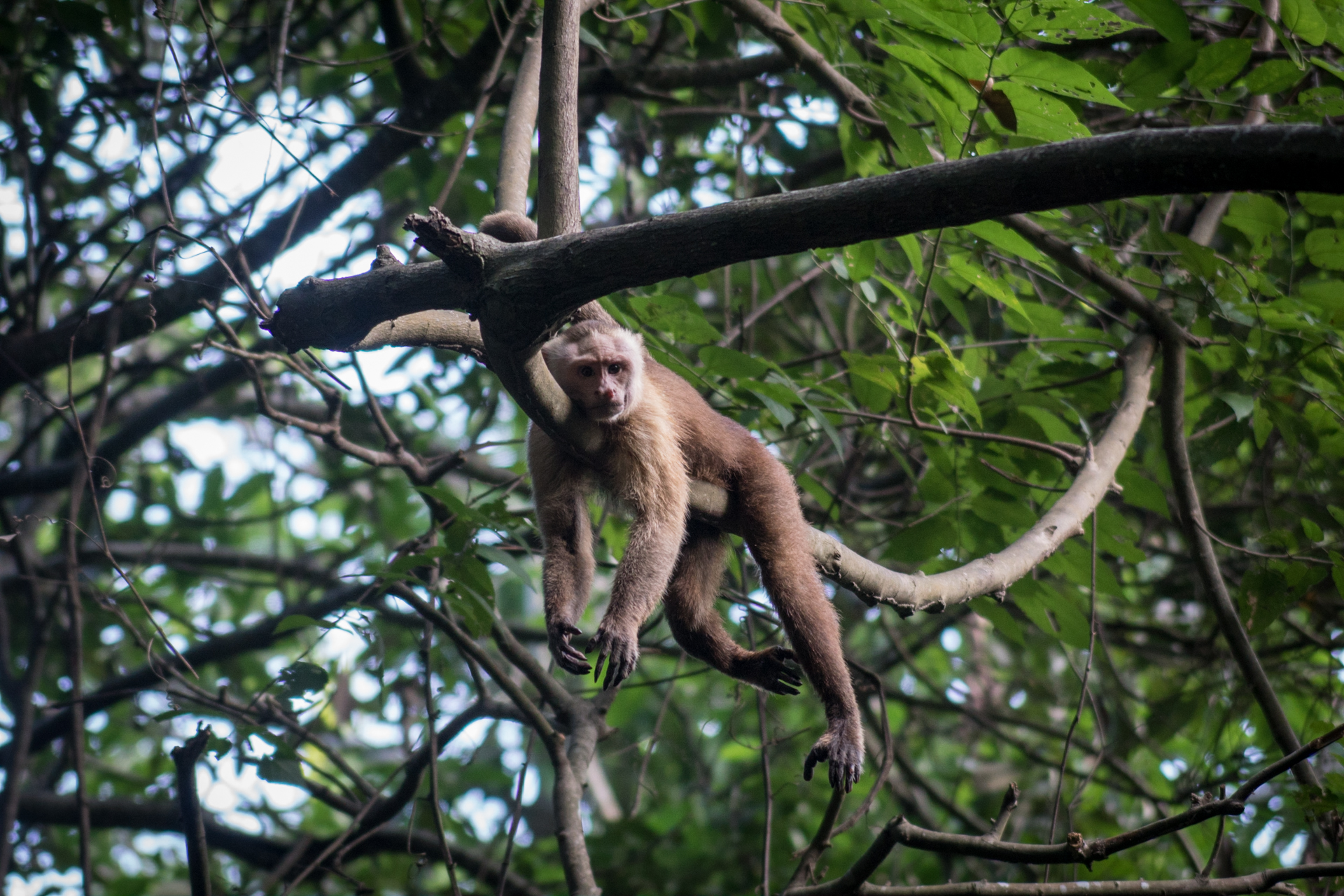
Santa-Marta-Kapuzineraffe im Nationalpark Tayrona

Der Tayrona-Nationalpark (Parque Nacional Natural Tayrona) ist ein kolumbianischer Nationalpark. Der Park liegt zwischen Taganga nahe Santa Marta in der Región Caribe und verläuft über ca. 35 km zwischen der kolumbianischen Karibikküste und dem Gebirge Sierra Nevada landeinwärts bis zur Mündung des Río Piedras im Osten. Der Park umfasst eine Fläche von 19.309 Hektar, wovon ca. 3.000 Hektar maritim sind. Der Park wird von der Schutzgebietsbehörde Parques Nacionales Naturales de Colombia betreut und wird bei der IUCN als Nationalpark (Kategorie II) geführt.
Mit rund 250.000 Menschen jährlich ist er einer der meistbesuchten Kolumbiens. Dies führt zu Konflikten mit den auf dem Gebiet lebenden Indigenen.

## Geographie
Der westliche Teil des Parks wird dominiert durch hellbraune Hügel mit spärlicher Vegetation. Die zentralen und östlichen Abschnitte sind gekennzeichnet durch weiße Strände und kleine Buchten, dahinter finden sich Kokospalmen, Riesenkakteen sowie tropischer Regenwald.
1982 sprach die UNESCO dem gemeinsamen Gebiet des Nationalparks Sierra Nevada de Santa Marta und des Tayrona-Nationalparks den Status als Biosphärenreservat zu.

## Geschichte und Anthropologie
Auf der Gesamtfläche des Nationalparks Sierra Nevada de Santa Marta und des Tayrona-Nationalparks mit rund 400.000 Hektar liegen die Territorien der Arhuaco, Kankuamo, Kogi und Wiwas. Rund 30.000 indigene Menschen leben auf dem Gebiet. Für viele der Indigenen handelt es sich um heiliges Land und sie sehen ihren Auftrag darin, das Land ihrer Vorfahren zu schützen, zu pflegen und zu bewahren.
Mitte des 20. Jahrhunderts wanderten viele Bauern auf das Gebiet von Tayrona und der Sierra ein und ließen sich nieder. Es kam zu Konflikten zwischen den Bauern und der indigenen Bevölkerung.
Der Tayrona-Nationalpark wurde 1964, andere Quellen sprechen von 1969 gegründet und ist benannt nach dem hier früher beheimateten indigenen Stamm der Tairona. Aus der Siedlungszeit der Tairona sind lediglich einige archäologische Reste, wie Steinfundamente, erhalten.
Mittlerweile besuchen rund 250.000 Menschen jährlich den Nationalpark und machen ihn zu einem der meistbesuchten Kolumbiens. Dies führt zu Konflikten mit den vier auf dem Gebiet lebenden indigenen Völkern Kogi, Arhuaco, Wiwa und Kankuamo. Seit 2015 haben Vertreter der Indigenen die Regierung Kolumbiens gebeten, den Tayrona-Nationalpark mit seinen heiligen Stätten jedes Jahr mehrere Male zeitweise zu schließen. Ein Gericht hatte die Anhörung der indigenen Völker in Zusammenhang mit einer Konzession für Ökotourismus verfügt. Nach einer Reihe von Gesprächen kam es zu mehreren Abkommen mit der kolumbianischen Regierung zur Nutzung des Parks.
Anfang 2019 wurde der Tayrona-Nationalpark für einen Monat geschlossen, das vierte Mal. Nach dem Verständnis der indigenen Bewohner bedarf es jedoch einer „spirituellen Reinigung“, damit weiterhin Mensch, Fauna und Flora existieren könnten.

## Literatur

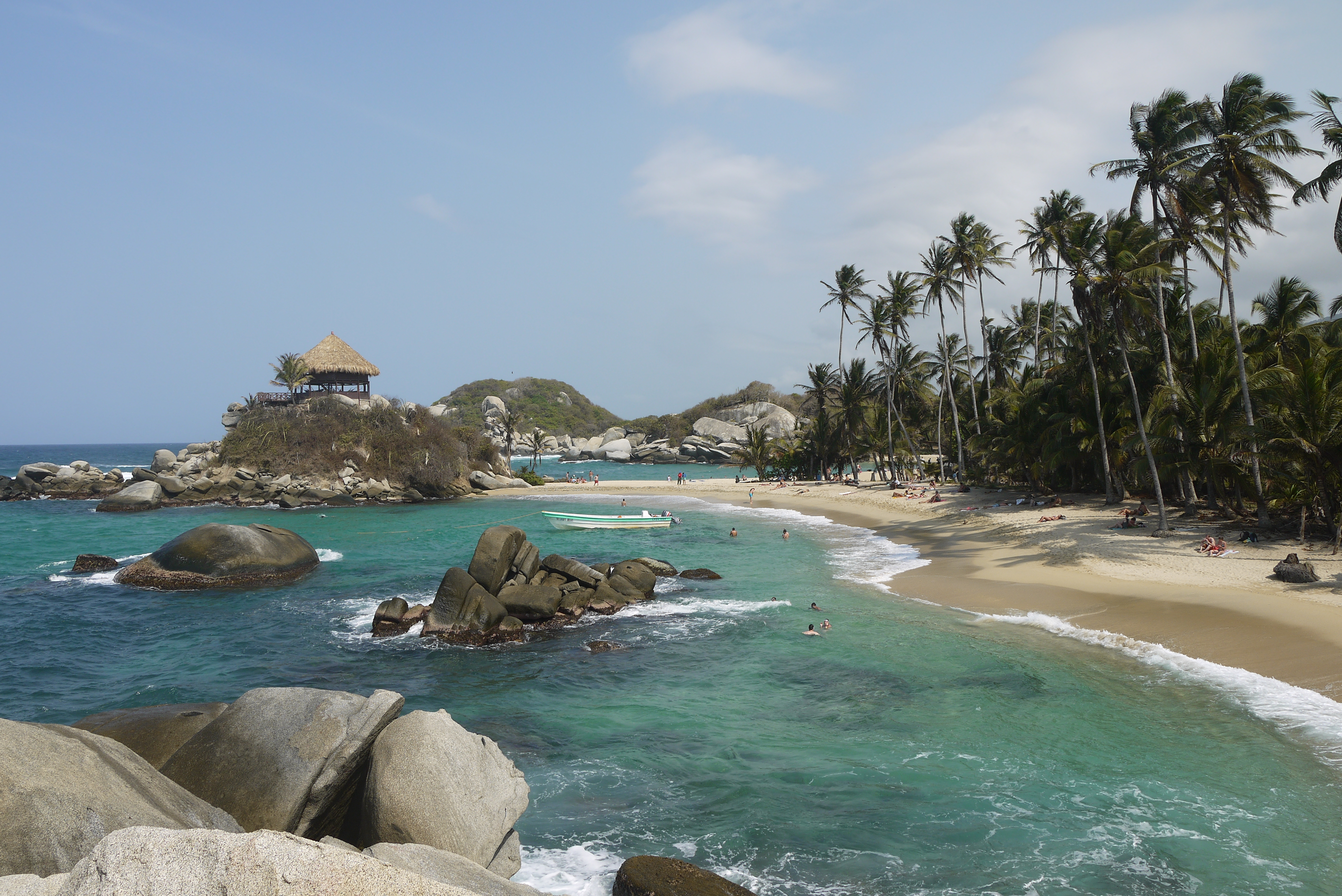
El Cabo im Nationalpark Tayrona